# Cape Anderson
Cape Anderson är en udde i Antarktis. Den ligger på Laurie Island i Sydorkneyöarna. Argentina och Storbritannien gör anspråk på området.
Terrängen inåt land är huvudsakligen kuperad, men åt sydväst är den platt. Havet är nära Cape Andersonåt sydost. Trakten är obefolkad. Det finns inga samhällen i närheten.